# Lexington Table
Der Lexington Table ist ein rund 1600 m hoher, abgeflachter und schneebedeckter Tafelberg im westantarktischen Queen Elizabeth Land. Er erstreckt sich über eine Fläche von etwa 25 × 15 km nördlich des Kent Gap und des Saratoga Table in der südlichen Forrestal Range der Pensacola Mountains.
Entdeckt und fotografiert wurde er während des durch die United States Navy durchgeführten Transkontinentalfluges am 13. Januar 1956 im Rahmen der ersten Operation Deep Freeze vom McMurdo-Sund zum Weddell-Meer und zurück. Das Advisory Committee on Antarctic Names benannte ihn 1957 nach dem Flugzeugträger Lexington.